# Petitou
Petitou (titre original : Pinkeltje) est une série de vingt-huit romans néerlandais pour enfants écrits par Dick Laan, et parue aux Pays-Bas de 1939 à 1977.
En France, seize volumes ont été publiés de 1962 à 1974 aux éditions G. P. dans la collection Rouge et Or (section Dauphine).

## L'auteur
Dick Laan (1894-1973) travaille d'abord comme réalisateur de films pour le cinéma. Il tourne son premier long-métrage en 1917. Dix ans plus tard, il fonde avec d'autres réalisateurs le studio De Nederlandsche Filmliga. Il tournera un total de cinquante films et documentaires. L'écriture de scénarios de films le conduit à écrire des romans pour la jeunesse. Sa première série sera Petitou, dont le premier volume paraît en 1939. Plus de trois millions d'exemplaires se vendront aux Pays-Bas ; la série est traduite en anglais (Fingerling), chinois, danois, finlandais, allemand, norvégien, portugais, suédois, islandais et français.

## Thème de la série
Petitou est un tout petit homme de la taille d'un doigt, portant barbe blanche et chapeau pointu. Il est l'ami de tous les animaux car il comprend leur langage. Gentil et serviable, il aime à aider les humains mais ne se montre jamais parce qu'il ne leur fait pas confiance. Dans les romans ultérieurs, il se mariera avec Minibelle (Pinkelotje en VO), qui est de sa race, et il vivra des aventures dans son propre pays, le Pays-Lointain (Pinkeltjesland en VO). Les principaux amis de Petitou sont : le chat Chatfourré (Snorrebaard en VO), et cinq souris : Grignotis, Frétilloux, Noirmuseau, Vifargent et Petitfuté. 

## Titres parus en France
Note : La première date est celle de la première édition française. Le numéro final est le numéro de série du livre.
- Petitou et ses amis (1962)

- Les Aventures de Petitou (1963)

- Les Voyages de Petitou (1963)

- Petitou au zoo (1964)

- Petitou et les Brigands (1965)

- Petitou et Minibelle (1965)

- Petitou et les perles (1966)

- Petitou et l'hélicoptère (1967)

- Petitou et le marchand de sable (1968)

- Petitou et la plume d'or (1969)

- Petitou et la fusée (1970)

- Petitou au pays des contes de fées (1971)

- Petitou chez les marmottes (1972)

- Petitou raconte... (1973)

- Petitou et le prince des neiges (1974)

## Titres inédits en France
- Pinkeltje ontmoet Wolkewietje (1958)
- Wolkewietje is ondeugend geweest (1959)
- Een grote verrassing voor Pinkeltje (1960)
- Pinkeltje en de aardmannetjes (1964)
- O! o, die Wolkewietje toch (1966)
- Pinkeltje en de boze tovenaar (1968)
- Pinkeltje en 10 spannende verhalen (1971)
- Pinkeltje en het gestolen toverboek (1972)
- Pinkeltje en het verdwenen kindercircus (1973)
- Pinkeltje en de spannende avonturen om de gouden beker (1974)
- Pinkeltje op zoek naar de maandiamant (1975)
- Pinkeltje en de Bibelebonse pap (1976)
- Pinkeltje op zoek naar de vurige ogen (1977)

## Adaptation au cinéma
- 1978 : (nl) Pinkeltje, film néerlandais de Harrie Geelen.

## Source
- Bibliothèque nationale de France (pour la bibliographie)